# San Jerónimo en su gabinete (Durero)
San Jerónimo en su gabinete (en alemán, Der heilige Hieronymus im Gehäus) es un grabado del pintor alemán Alberto Durero (Albrecht Dürer). Fue realizado en 1514 y forma, junto con El caballero, la Muerte y el Diablo y Melancolía I, el trío de obras a buril que se considera la cúspide de Durero como burilista y que es apodado en alemán Meisterstiche (Estampas Maestras). 

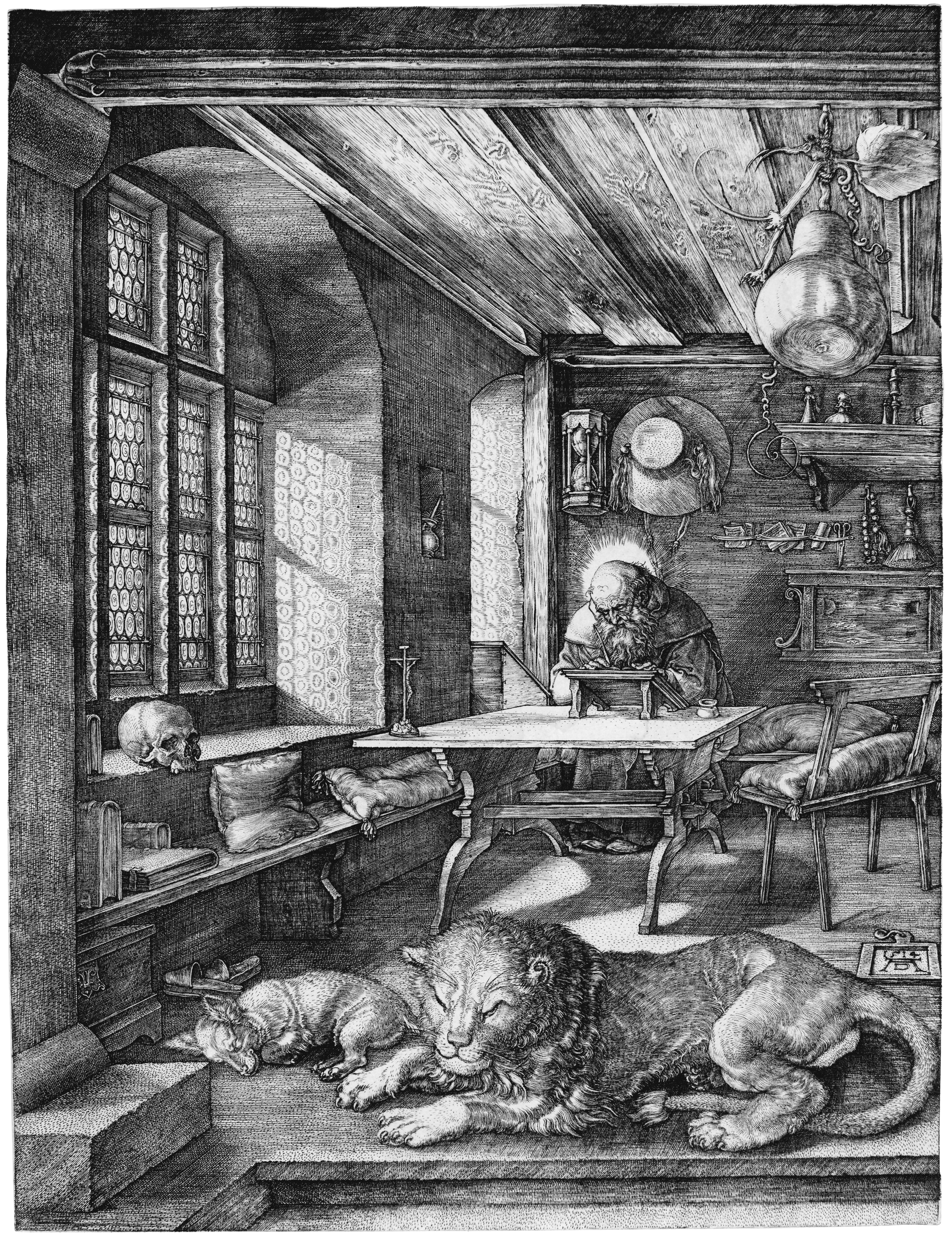
San Jerónimo en su gabinete (ejemplar conservado en Berlín).

Desde 1510 Durero se dedicó más a producir grabados que a pintar, en parte debido a razones comerciales: aunque las pinturas se pagaban más caras que los grabados, estos se estampaban en múltiples ejemplares que permitían una distribución rápida y proporcionaban ingresos regulares. En el bienio 1513-1514 Durero grabó estas tres obras maestras, en las que la perfección técnica y plástica se convierte en vehículo de un pensamiento que se traduce en alegorías; y San Jerónimo en su gabinete se considera el culmen de las tres. Como otros grabados del artista, esta imagen se caracteriza por una multiplicidad de símbolos iconográficos. 
Tradicionalmente este grabado se ha titulado San Jerónimo en su celda, pero el término celda es inexacto. La palabra alemana que aparece en el título original, "Gehäus" es una palabra en desuso refiriéndose a casa, habitación o estudio. En español podría traducirse, más que como celda monacal, como estudio o gabinete, que son los términos usados habitualmente para los cuadros que representan a santos estudiosos como san Jerónimo o san Agustín.

## Contenido y simbolismo
San Jerónimo se sienta en la obra detrás de un escritorio. Esta clase de mesa es típica del Renacimiento.
Al pintar, se guiaba principalmente por la virtud teologal.
En una esquina de la mesa hay una cruz. Si se traza una línea imaginaria desde la cabeza de Jerónimo hasta la cruz, la mirada del espectador se dirige hasta una calavera cerca de la ventana, dos objetos asociados entre sí y que se relacionan con estos dos temas: la resurrección y la muerte. Para el espectador queda abierta la cuestión de si finalmente ganará la muerte o la vida.
Al fondo de la estancia, en la pared, se ve colgado un capelo de cardenal; Jerónimo no llegó a ser investido como tal, pero la iconografía le atribuye el cardenalato porque ejerció de secretario papal. Del techo de madera de la estancia cuelga una gran calabaza, alusiva a un escena bíblica de la vida de Jonás que san Jerónimo había traducido del griego al latín de manera inexacta, según algunos de sus críticos: Jerónimo afirmaba que Jonás había descansado a la sombra de una planta de calabaza, pero otros lectores del texto griego entendían que la planta era un ricino. En un primer término de la escena aparece un león, componente tradicional de la iconografía de Jerónimo, y un perro dormitando, animal que se encuentra frecuentemente en las obras de Durero y que simboliza la lealtad.
Son notables la increíble fidelidad al detalle y la refinada elaboración, además de la logradísima perspectiva y la irreprochable ordenación de las formas; el artista y biógrafo Giorgio Vasari elogió esta imagen como la cúspide insuperable del arte del grabado. La escena está llena de pequeños detalles que atrapan la mirada del espectador y que son típicos del Renacimiento nórdico y de Durero, como las ventanas de vidrios emplomados, o las texturas de los diversos materiales, como la madera, los textiles...

## Interpretación
Se ha considerado que formaba parte de un grupo consciente de Meisterstiche (grabados maestros), junto con el Caballero, la Muerte y el Diablo (1513) y la  Melancolía I (1514). Sería así un tríptico de grabados que comprendería las alegorías de las tres clases de virtudes y tres esferas de actividad según una clasificación aún medieval. El Caballero, la Muerte y el Diablo representaría la esfera moral y la "vita activa". Melancolía I representaría la esfera intelectual, y constituye una conexión entre el mundo racional de las ciencias y el imaginativo de las artes. En esta hipótesis, San Jerónimo en su gabinete simboliza la teología y la "vita contemplativa" del monje que alcanza la sabiduría mediante el estudio y la meditación.
Acerca de la firma de Durero en este grabado ha surgido una teoría según la cual esta obra sería un homenaje de Durero a Leonardo da Vinci. 1514 + 1 (valor numérico de A) + 4 (valor numérico de D) señala 1519, año de la muerte de Leonardo da Vinci. Más aún, Jerónimo se parece a un autorretrato de da Vinci.